# Acanella robusta
Acanella robusta is een zachte koraalsoort uit de familie Isididae. De koraalsoort komt uit het geslacht Acanella. Acanella robusta werd in 1906 voor het eerst wetenschappelijk beschreven door Thomson & Henderson. 